# Шевченко Ольга Сергіївна
Шевченко Ольга Сергіївна (нар. 10 червня 2000, Харків) — українська юна науковиця, переможниця Європейської математичної олімпіади серед дівчат-2017 (EGMO-2017) у Цюриху (Швейцарія). Отримала ступінь бакалавра у Харківськом національном університеті імені В. Н. Каразіна. Зараз навчається в Університеті Каліфорнії в Лос-Анджелесі.

## Життєпис
Ольга Шевченко народилась 2000 року у місті Харків.
У 2017 році вона закінчила Харківський навчально-виховний комплекс № 45 «Академічна гімназія» Харківської міської ради Харківської області.
Під час навчання цікавилась математикою, була постійною учасницею олімпіад з цього предмету. У лютому 2016 року перемогла у фінальному етапі Всеукраїнської учнівської Інтернет-олімпіади з математики.
У квітні 2016 року вперше брала участь у Європейській математичній олімпіаді серед дівчат (EGMO-2016), що проходила у румунському місті Буштені. Серед 55 учасників виборола «бронзу».
У 2016/2017 навчальному році була нагороджена стипендією Харківського міського голови «Обдарованість».

### Перемога на Європейській математичній олімпіаді
У квітні 2017 року, навчаючись у 11-му класі, Ольга Шевченко здобула перше місце на шостій Європейській математичній олімпіаді для дівчат (EGMO-2017) у Цюриху (Швейцарія). Вона набрала максимальну кількість балів — 42 та разом з американською школяркою Ци Ци (виступала поза конкурсом) випередила інших власниць золотих медалей з Великої Британії, США, Сербії, Угорщини, Франції, Боснії і Герцеговини, Саудівської Аравії, Казахстану і Росії. У рейтингу серед держав Україна посіла II місце, поступившись США, але випередивши на 1 бал, яка посіла ІІІ місце, Росію.
Сесії для розв'язування задач на олімпіаді тривали по 4,5 години.
У 2017 році вступила на математичний факультет Харківського національного університету імені В. Н. Каразіна.

## Нагороди та визнання
- «золото» на Європейській математичній олімпіаді серед дівчат-2017 (EGMO-2017) у Цюриху (Швейцарія);
- стипендіатка Харківського міського голови «Обдарованість» на 2016/2017 навчальний рік.